# Joufroi de Poitiers

Joufroi de Poitiers ou Joufrois est un roman français de 4613 vers octosyllabiques, écrit au milieu ou dans la  seconde moitié du XIIIe siècle. Un seul manuscrit de cette œuvre est conservé, à la Bibliothèque royale de Copenhague.

## L'histoire
Le roman raconte les aventures de Joufroi, fils de Richier, comte de Poitiers, et de son épouse Aliénor. Joufroi reçoit sa formation de chevalier en Angleterre où il est adoubé à la cour ; il combat victorieusement en duel pour défendre l'honneur de la reine Halis (Alice) qu'un sénéchal avait accusée d'être adultère. Joufroi, devenu comte de Poitiers à la mort de son père, rentre en Poitou et connaît diverses aventures ; afin de séduire et délivrer Agnès de Tonnerre que son mari jaloux avait enfermée, il se fait passer pour "Sire de Cocagne" et établit un riche campement sous un poirier, puis il se déguise en religieux pour s'introduire auprès d'elle. Un messager lui apporte de la part d'une dame inconnue un coffret plein de joyaux ; Joufroi distribue tout et ne garde qu'un anneau pour lui. Avec son compagnon Robert, il retourne de manière anonyme en Angleterre, porte secours au roi Henri contre le roi d'Irlande et d'Écosse. Alors qu'il se trouve à court d'argent après avoir multiplié les largesses, il épouse Blanchefleur, la fille de son hôte, un riche bourgeois de Londres, et dépense la dot de la jeune femme, à la grande douleur de sa belle-famille. Le troubadour Marchabrun se présente alors à la cour, révèle l'identité de Joufroi et le somme de rentrer en Poitou où le comte de Toulouse, Anfos de Saint-Giles, a mis à profit son absence pour ravager le pays. Joufroi fait casser son mariage, et avec l'appui du roi d'Angleterre, fait épouser à Blanchefleur un comte anglais. Il va rendre visite à la reine et découvre qu'elle est l'inconnue qui lui avait envoyé les joyaux. Halis lui avoue l'aimer et promet de le retrouver le soir même ; la nuit d'amour débute par un quiproquo, la reine se retrouvant dans le lit de Robert (ce dernier lui fait finalement remarquer sa méprise) ; Halis et Joufroi restent ensemble pendant trois jours. De retour à Poitiers assiégé par le comte de Toulouse, Joufroi vainc ce dernier grâce à Robert. La fin manque dans le manuscrit : le roman s'interrompt au moment où Joufroi va épouser la fille du comte.

## Un roman inclassable
Joufroi de Poitiers semble s'inspirer de la vie de Guillaume VII, comte de Poitiers et troubadour, tant par son cadre géographique que par sa langue qui comporte des traits franco-provençaux, voire franco-italiens. De même, le troubadour Marchabrun fait référence au troubadour Marcabru qui a vécu au XIIe siècle. 
Ce roman dont le héros est un chevalier ne comporte aucun merveilleux ou mystère ; il se caractérise par un humour proche du genre du fabliau ; le protagoniste est un héros licencieux, amoral (ainsi dans l'épisode de Blanchefleur), toujours prêt à se déguiser et à jouer des tours. Le narrateur intervient à plusieurs reprises dans le récit, pour demander leur avis aux auditeurs ou donner le sien (ainsi dans l'épisode amoureux entre Joufroi et la reine où « le narrateur admet ouvertement que lui, à la place de Robert, n'aurait pas hésité à coucher avec la reine, qui s'était par erreur glissée dans son lit »). 
L'œuvre appartient à la veine réaliste du XIIIe siècle et a été rapprochée de celle de Jean Renart.

### Éditions
- Joufroi de Poitiers  : roman d'aventures du XIIIe siècle, édition critique par Percival B. Fay et John L. Grigsby, Genève, Droz, 1972, 268 p. (collection Textes littéraires français, n° 183). Lire en ligne.
- Joufroi de Poitiers : traduction critique, éd. Noël Roger, Peter Lang, 1987, 211 p. (Studies in the humanities, 7)  (ISBN 0-8204-0376-8).
- « Joufroi de Poitiers », édition dans Récits d'amour et de chevalerie, XIIe – XVe siècle, Paris, Robert Laffont, 2000 (collection Bouquins).

### Études
- Roger Dragonetti, Le gai savoir dans la rhétorique courtoise, Flamenca et Joufroi de Poitiers, Paris, Seuil, 1982, 189 p.  (ISBN 2-02-006084-1).
- Christine Ruby, « Joufroi de Poitiers », dans : Robert Bossuat, Louis Pichard et Guy Raynaud de Lage (dir.), Dictionnaire des lettres françaises, t. 1 : Moyen Âge, éd. entièrement revue et mise à jour sous la dir. de Geneviève Hasenohr et Michel Zink, Paris, Fayard, 1992, p. 871-872.
- Richard Trachsler, « Parler d'amour. Les stratégies de séduction dans Joufroi de Poitiers », Romania, vol. 113, nos 449-450,‎ 1992, p. 118-139 (lire en ligne).
- (it) Margherita Lecco, Saggi sul romanzo del XIII secolo : Jaufré, Merveilles de Rigomer, Joufroi de Poitiers, Wistasse le Moine, Sir Orfeo, Lai du Trot, Alessandria, Ed. dell'Orso, 2003, 128 p. (collection : Studi e ricerche, 37)  (ISBN 88-7694-641-1).